# Electroputere
Electroputere Craiova (BVB: EPT) a fost o companie românească cu sediul la Craiova, care producea aparataj electric de înaltă tensiune (întreruptoare, separatoare, contactoare, siguranțe fuzibile, reostate, transformatoare de măsură), celule electrice prefabricate de medie tensiune și bare capsulate, mașini electrice rotative (motoare, generatoare), transformatoare electrice de putere și autotransformatoare, vehicule feroviare (locomotive electrice, locomotive Diesel electrice, rame electrice), vehicule urbane, echipamente complexe pentru instalații de foraj.
Fondată în 1949, a fost una dintre cele mai mari companii industriale din România.
Compania a fost privatizată în luna noiembrie 2007, când 62,8% din capitalul social a fost preluat de la AVAS de firma saudită Al-Arrab Contracting Limited, condusă de controversatul om de afaceri Fathi Taher, pentru suma de 2,3 milioane euro.
În urma unei majorări de capital, firma saudită a ajuns să dețină 86,28% din capitalul Electroputere.
Număr de angajați în 2009: 2.540

## Galerie foto produse

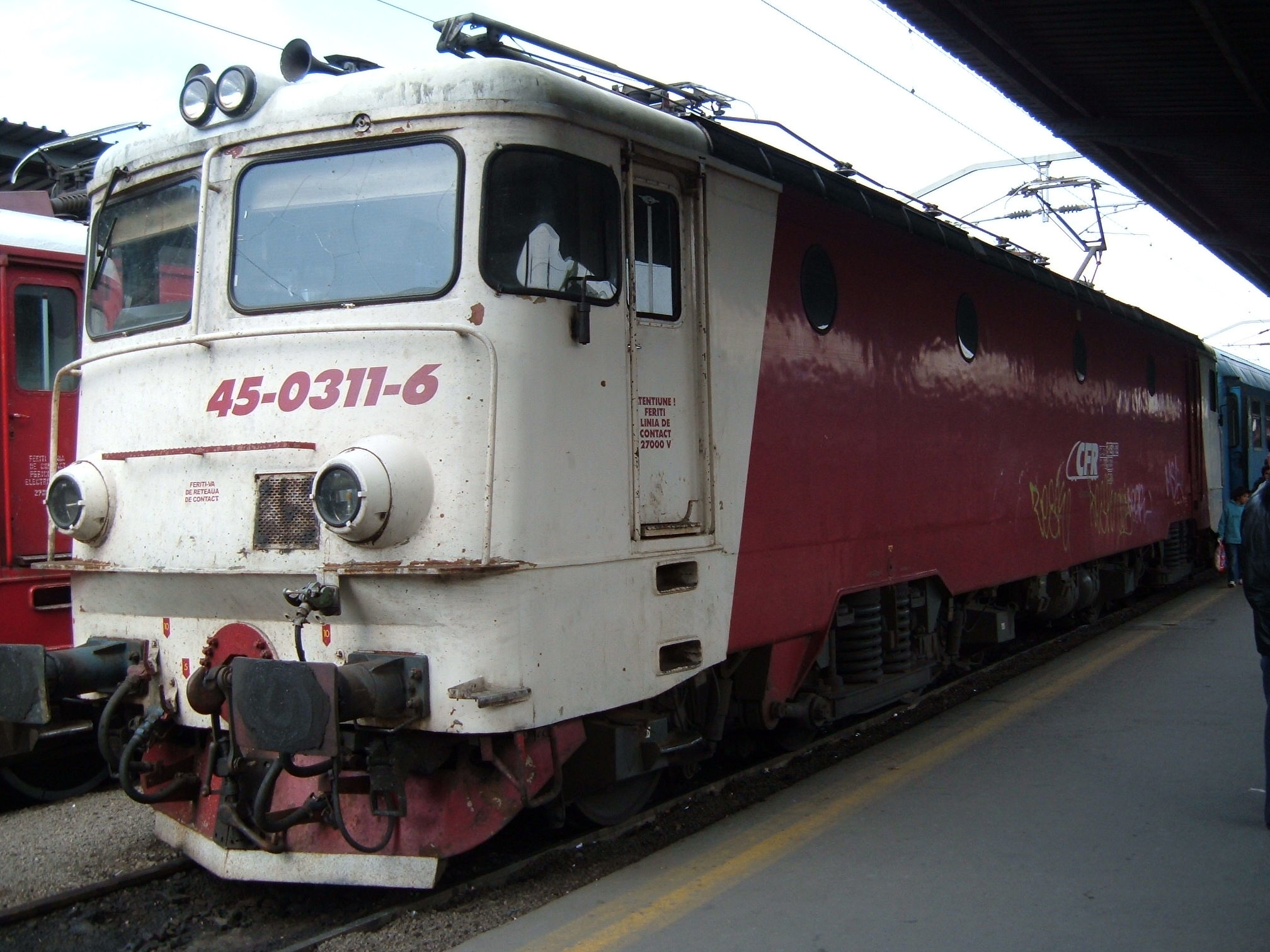
Locomotiva electrică LE 5100 kW (Clasa 45)
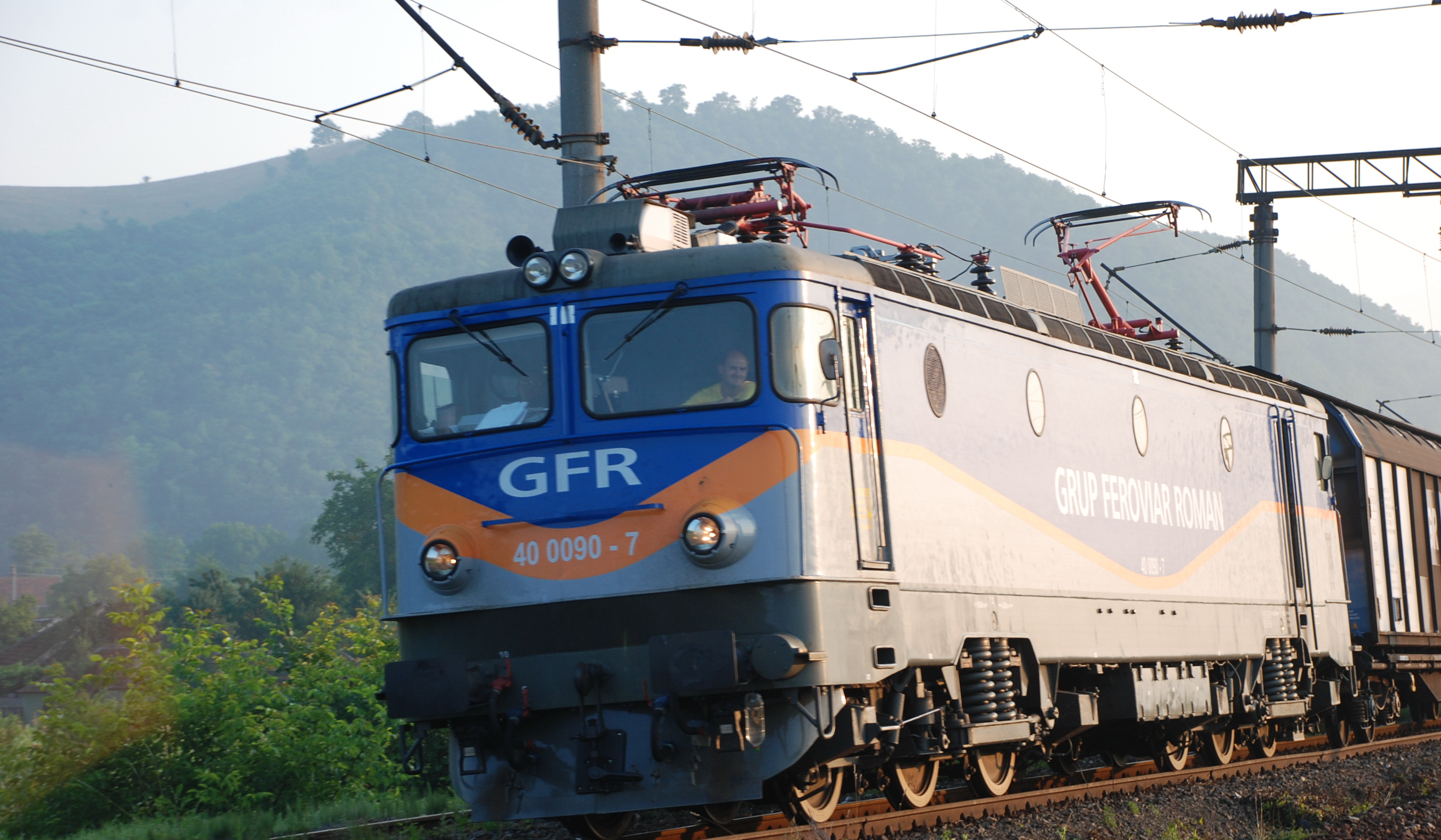
Locomotiva electrică LE 5100 kW (Clasa 40)
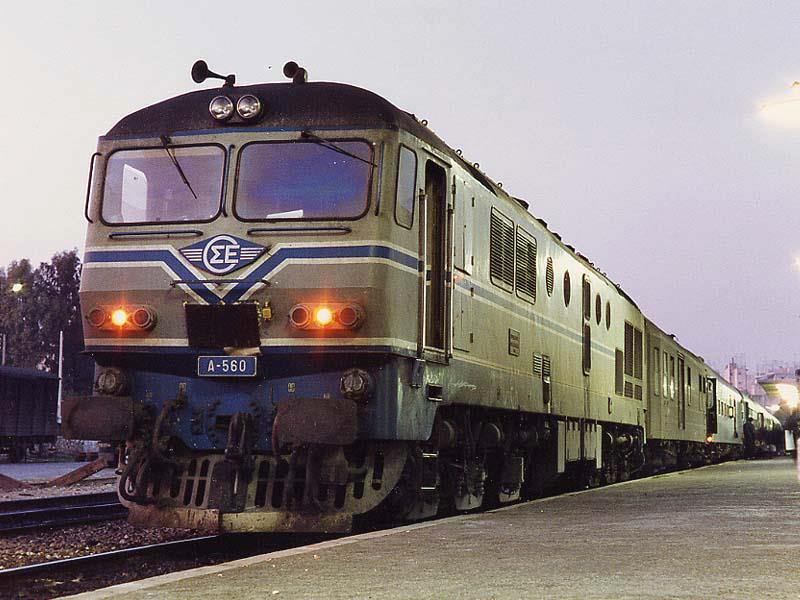
Locomotiva diesel LDE 4000 CP (produse pentru OSE, Grecia in 1982)
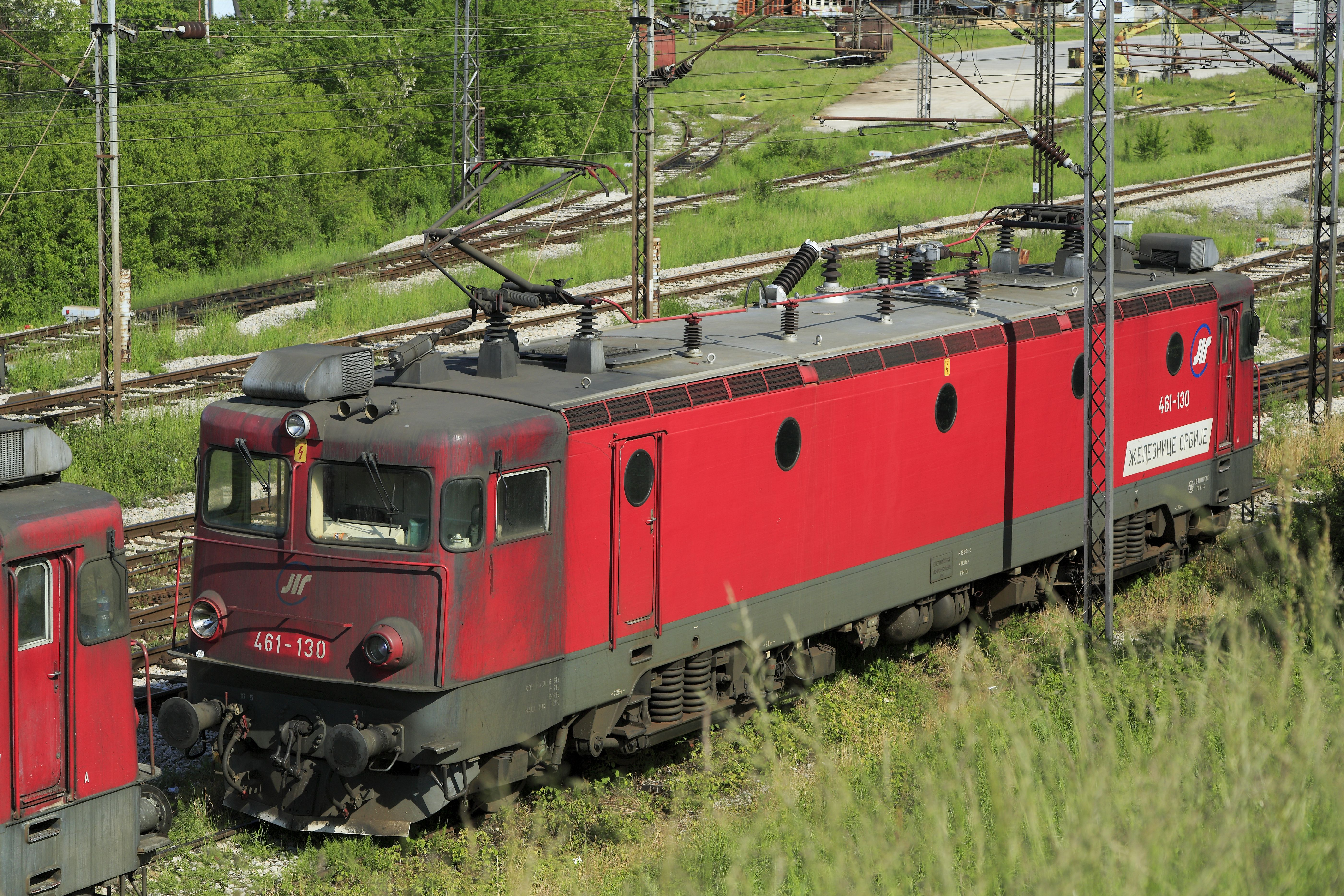
Locomotiva electrica LE 5100 kW (Jugoslavenske željeznice)
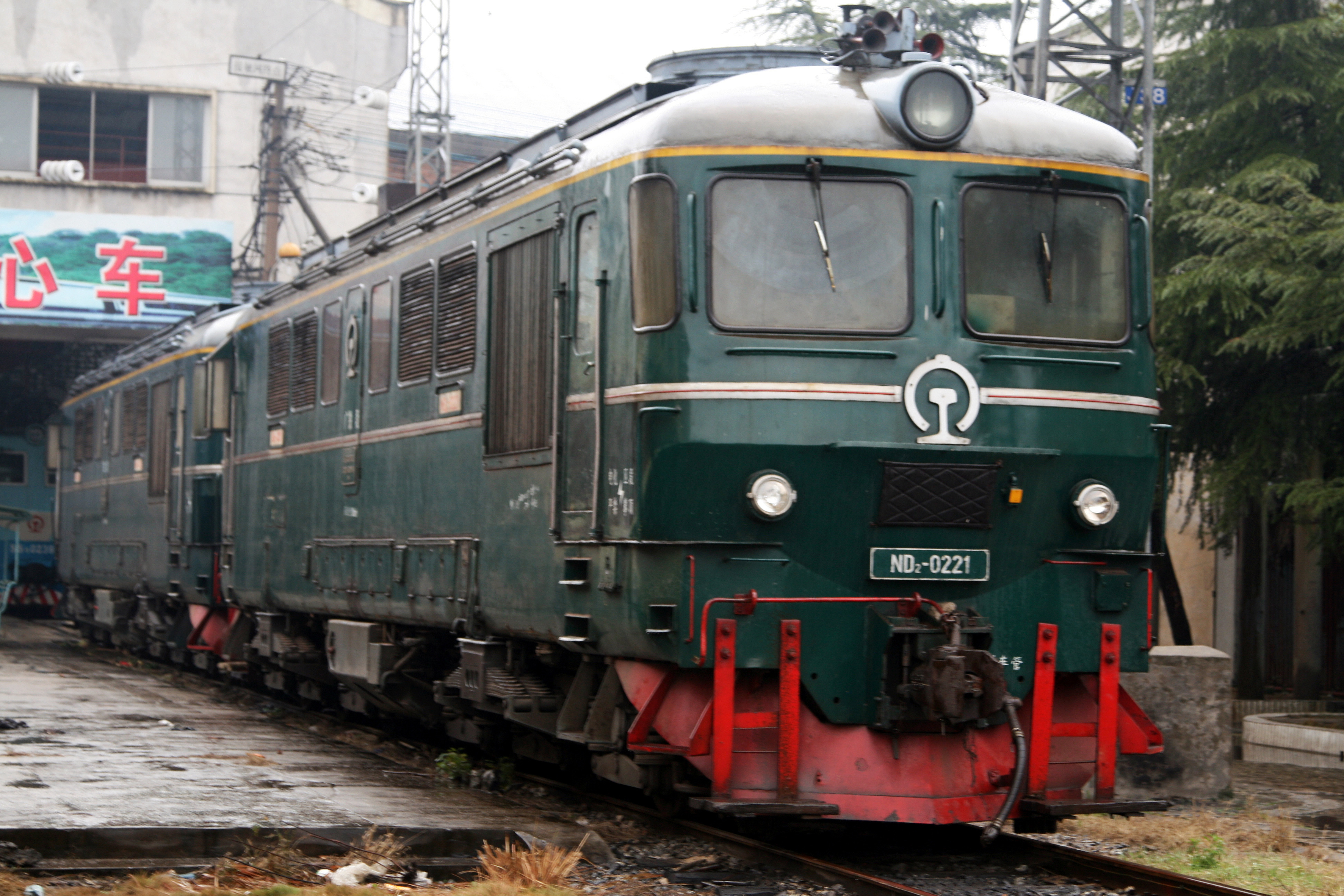
Locomotiva diesel LDE 2100 CP (ND2, China)
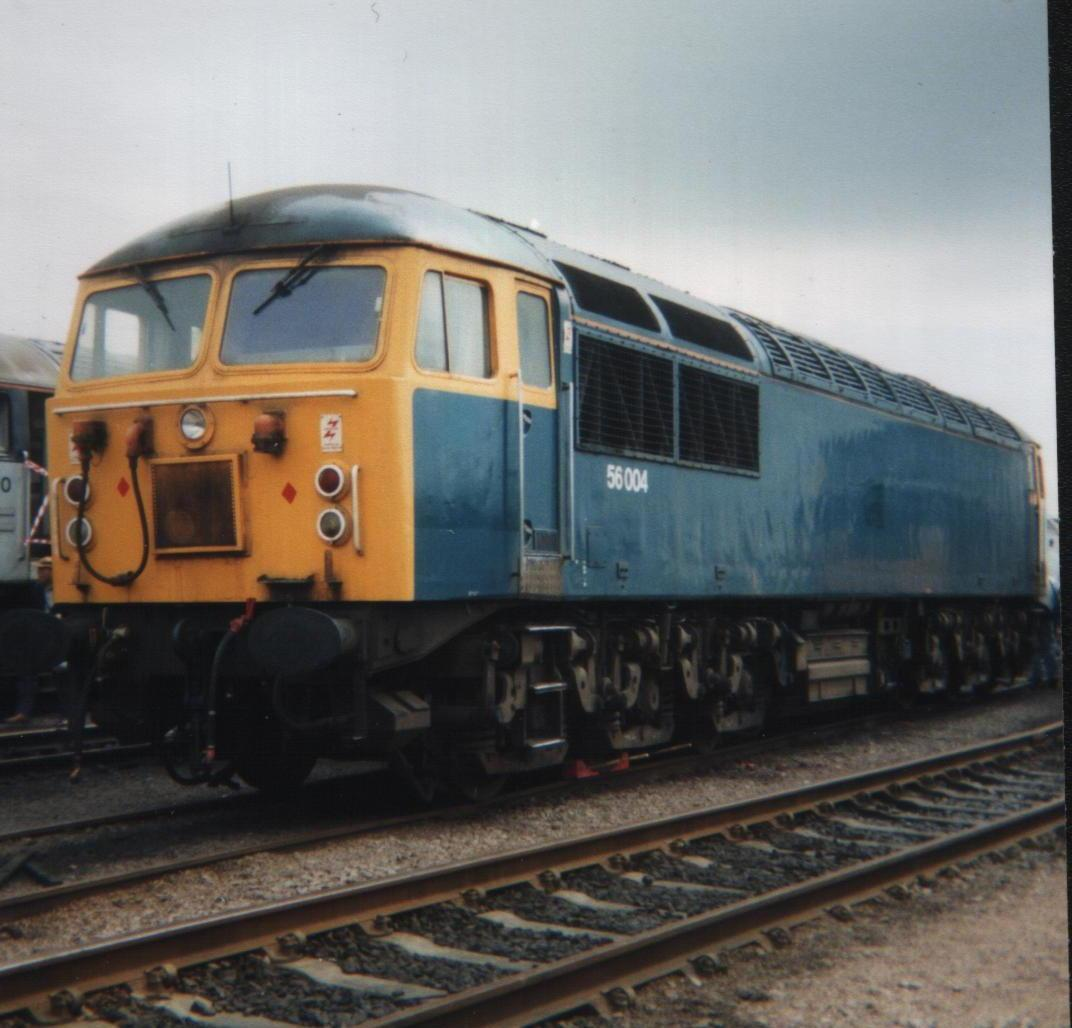
LDE 3500/BR Clasa 56, produse pentru British Railways in numar de 30 de exemplare